# Chanelle Price
Chanelle Price (Livingston, 22 agosto 1990) è una mezzofondista statunitense, specializzata negli 800 metri piani, disciplina di cui è stata campionessa mondiale indoor a Sopot 2014.

## Palmarès
| Anno | Manifestazione   | Sede     | Evento      | Risultato | Prestazione | Note                                                |
| ---- | ---------------- | -------- | ----------- | --------- | ----------- | --------------------------------------------------- |
| 2007 | Mondiali allievi | Ostrava  | 800 m piani | 6ª        | 2'06"55     |                                                     |
| 2014 | Mondiali indoor  | Sopot    | 800 m piani | Oro       | 2'00"09     | Miglior prestazione mondiale stagionale             |
| 2014 | World Relays     | Nassau   | 4×800 m     | Oro       | 8'01"58     | Record dei campionati                               |
| 2015 | World Relays     | Nassau   | 4×800 m     | Oro       | 8'00"62     | Record dei campionati · Record nord-centroamericano |
| 2015 | Campionati NACAC | San José | 800 m piani | Oro       | 2'00"48     | Record dei campionati                               |
| 2017 | World Relays     | Nassau   | 4×800 m     | Oro       | 8'16"36     | Miglior prestazione mondiale stagionale             |